# Hugh David Politzer
Hugh David Politzer (n. 31 august 1949, New York City, New York, SUA) este un fizician american, laureat al Premiului Nobel pentru Fizică în 2004 împreună cu David Gross și Frank Wilczek pentru descoperirea libertății asimptotice în teoria interacțiunii tari.